# NotebookLM
NotebookLM est une application web de recherche et de prise de notes développée par Google Labs. Elle utilise l'intelligence artificielle (IA), en particulier Google Gemini, pour aider les utilisateurs à interagir avec leurs documents. NotebookLM peut générer des résumés, des explications et des réponses en fonction du contenu téléchargé par les utilisateurs. Elle inclut également une fonctionnalité audio qui résume les documents dans un format conversationnel, similaire à un podcast,.
NotebookLM a été initialement lancé en 2023 sous le nom de « Project Tailwind »,. Google le décrit comme un « assistant de recherche virtuel ». Notebook signifie « carnet », et LM signifie Language Model (« Modèle de langage »). En plus des fichiers texte, NotebookLM peut traiter des fichiers PDF, des documents Google, et des sites Web. La fonctionnalité audio, lancée en septembre 2024, a attiré l'attention des médias pour sa capacité à condenser des documents complexes en podcasts engageants,,. Initialement destiné aux chercheurs, NotebookLM a également été adopté par les entreprises et les étudiants.